# 戴维·S·罗德
戴维·斯蒂芬森·罗德（英語：David Stephenson Rohde，1967年—）是美国《纽约时报》的一名调查报导记者。在2002年7月到2004年12月期间，他是新德里《纽约时报》南亚局的联席首席。在为《基督教科学箴言报》担任通讯员期间，他因揭露斯雷布雷尼察屠杀而在1996年获取普利策奖。2008年，作为《纽约时报》阿富汗和巴基斯坦报道团队的一员，他第二次获得了普利策奖。
2008年11月，罗德被塔利班绑架，但在2009年6月，在被囚禁了7个月后成功逃脱。《纽约时报》与众多主流媒体（包括维基百科）保持了默契，在罗德逃脱之前都没有报道该事件。